# Osternburger Utkiek

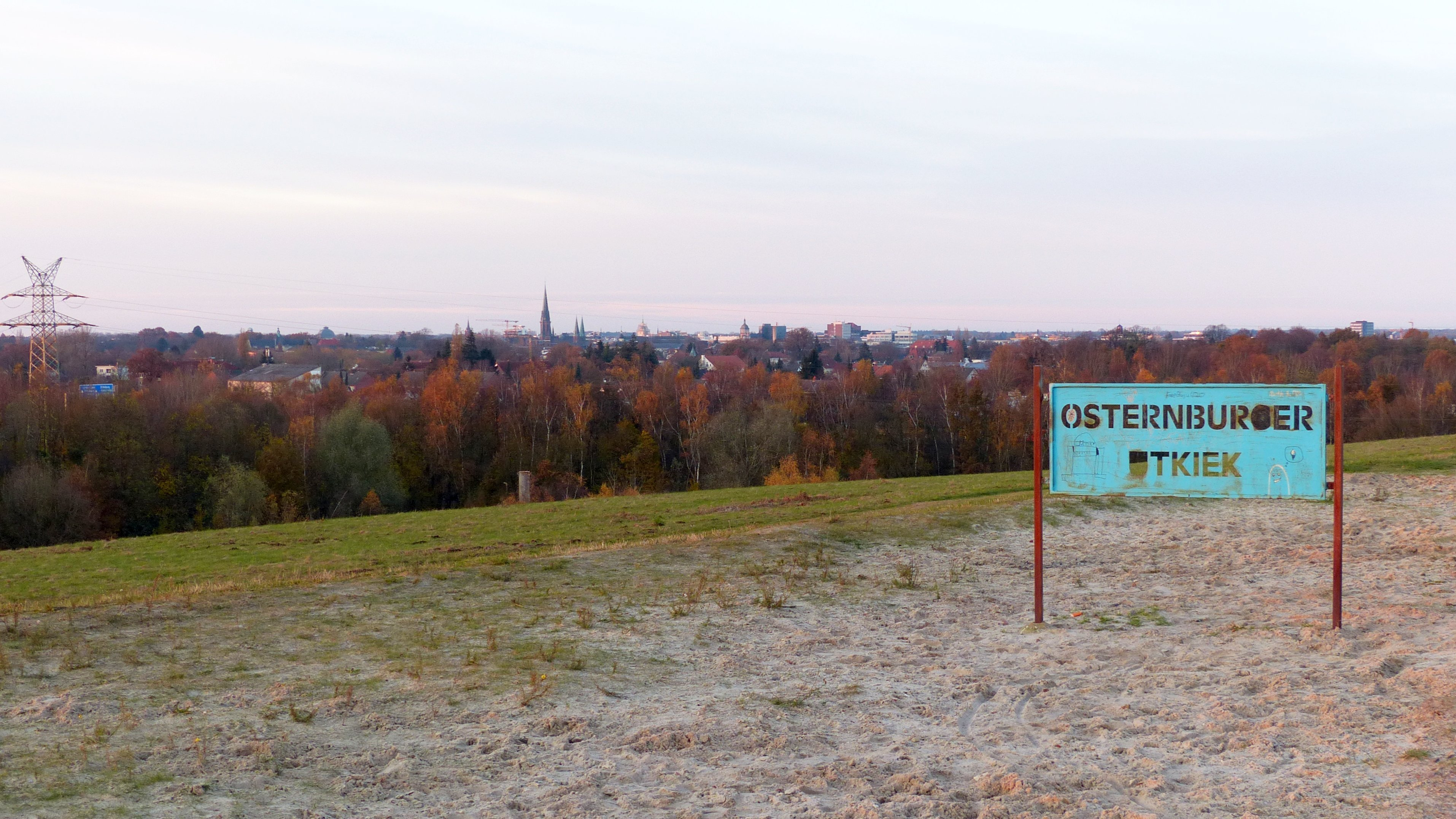
Blick vom Nordhügel des Osternburger Utkieks in Richtung der Oldenburger Innenstadt (Norden). Man sieht unter anderem die Kuppel des Staatstheaters, die Türme der Lambertikirche sowie die Türme des Schlosses und des Fernmeldeamtes (v. l. n. r.).

Der Osternburger Utkiek ist eine rund 48 Hektar große Grünanlage im Oldenburger Stadtteil Osternburg auf dem Gelände der ehemaligen Deponie Eidechsenstraße. Die Grünanlage wurde am 2. Oktober 2009 eröffnet. 

## Geschichte
Die Deponie wurde 1973 zwischen den Oldenburger Stadtteilen Osternburg und Kreyenbrück auf bis dahin landwirtschaftlich genutztem Gelände angelegt. Zunächst wurde im Süden des Geländes das „Altfeld“ mit einer Fläche von 26 Hektar für die Müllentsorgung genutzt. 21 Jahre später wurde im Norden das „Neufeld“ mit einer Fläche von acht Hektar erschlossen und das nicht mehr genutzte „Altfeld“ renaturiert. 1994 wurde die Anlage wegen gestiegener Abfallmengen noch einmal erweitert, die Nutzung allerdings bis zum Jahr 2003 begrenzt.
Bei der Nutzung der Deponie entstanden drei Schüttkegel; zwei im Bereich des „Altfeldes“, einer im Bereich des „Neufeldes“. Das „Neufeld“ ist mit 28,15 Metern etwas höher als die beiden Schüttkegel des „Altfeldes“.
Um ein Nutzungskonzept für die Zeit nach der Schließung der Deponie zu entwickeln, die über die reine Nachsorgeverpflichtung des Abfallwirtschaftsbetriebs der Stadt Oldenburg hinausging, wurde 2003 ein landschaftsplanerischer Wettbewerb durchgeführt. 
Die Deponie wurde Ende Dezember 2003 stillgelegt. Bis zum 8. August 2009 konnten auf dem Gelände noch Wertstoffe, Sperr- und Sondermüll und andere Abfälle abgegeben werden.

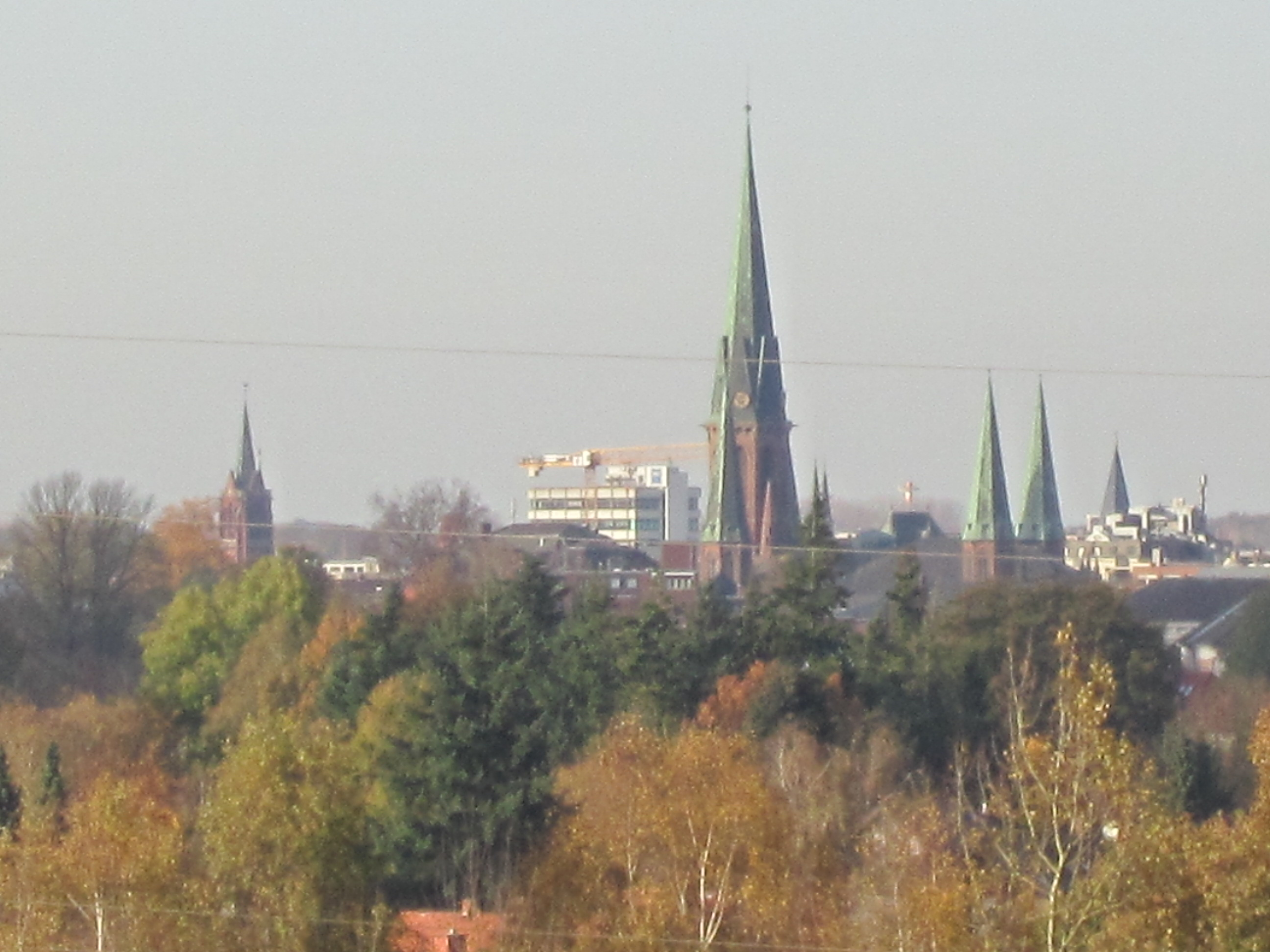
Blick Richtung Innenstadt (von links): Peterkirche, ehemaliges NWZ-Hochhaus, Lambertikirche, Garnisonkirche, Finanzamt
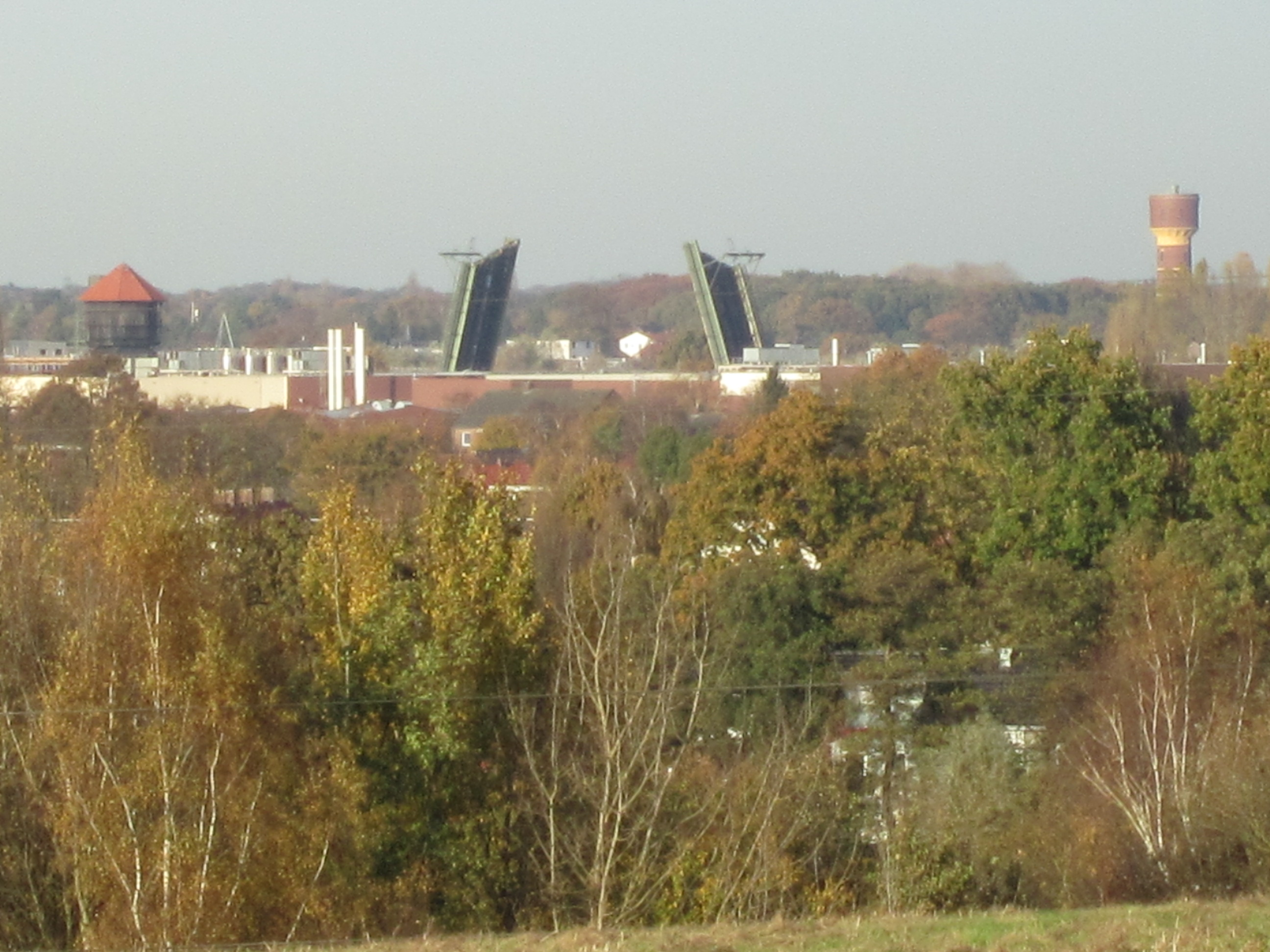
Blick Richtung Donnerschwee: Bahnwasserturm Oldenburg Hafen, Eisenbahn-Klappbrücke, Wasserturm Donnerschwee
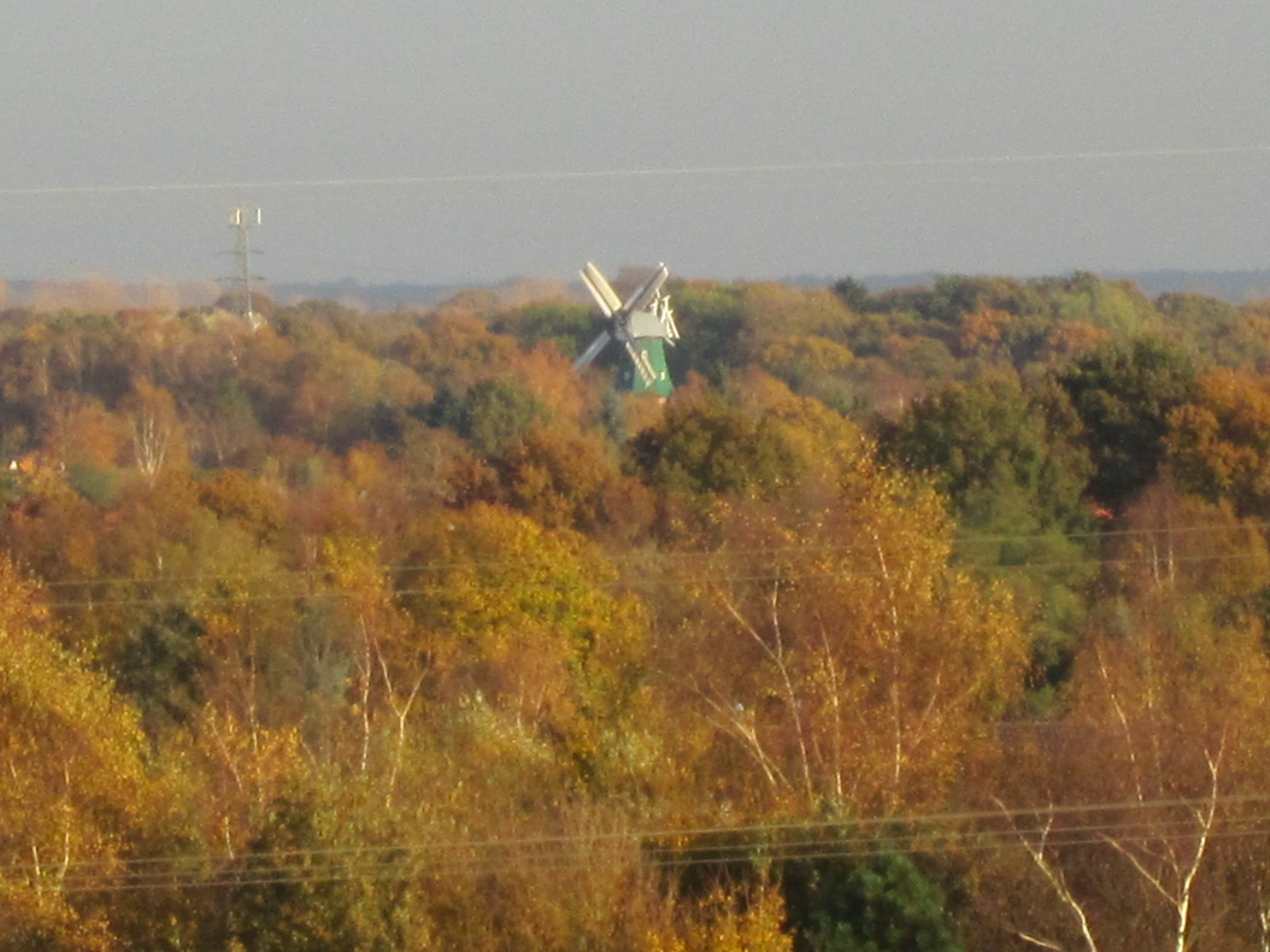
Blick Richtung Tweelbäke: Oldenburger Mühle (Galerieholländer)
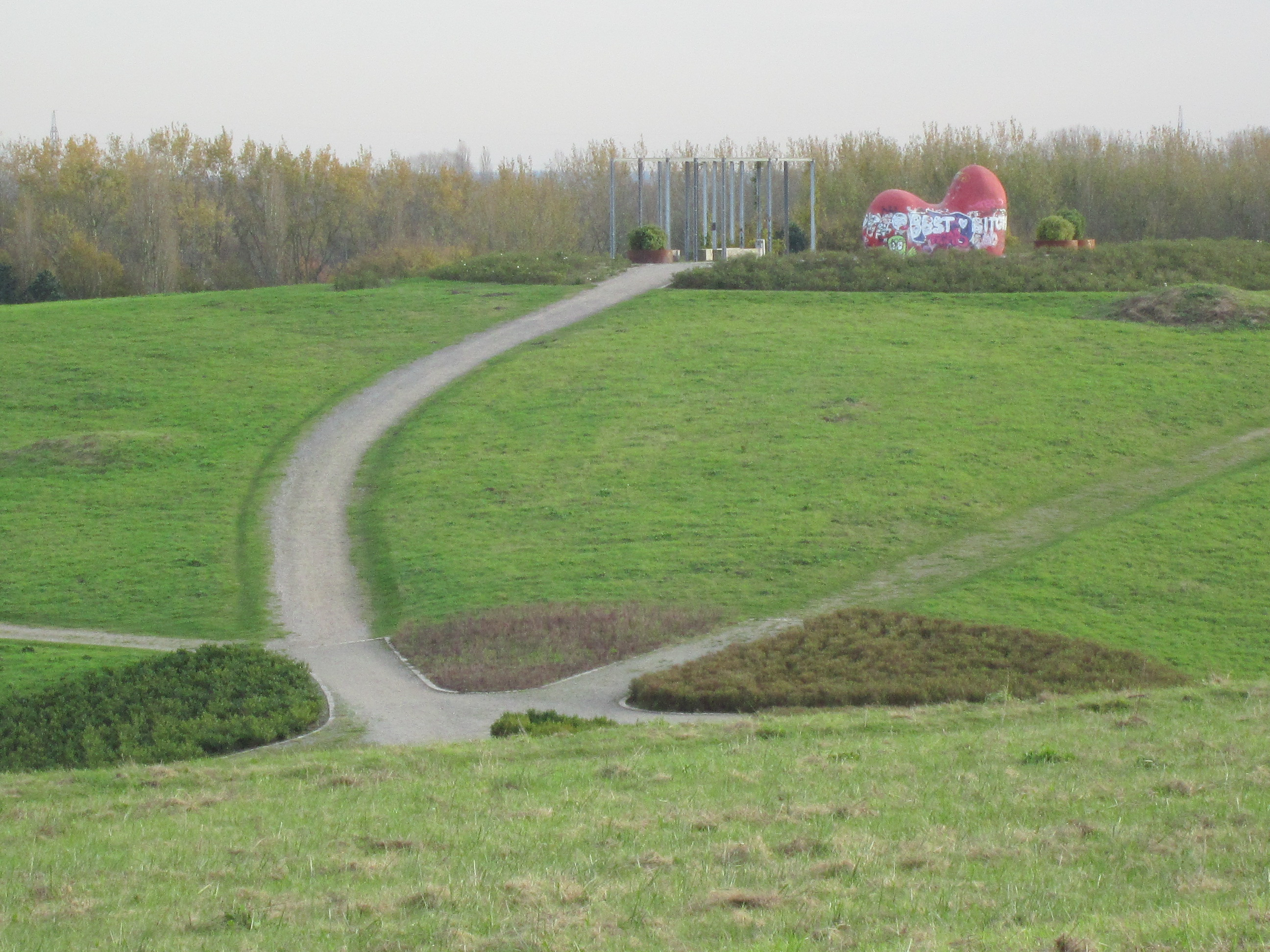
Blick Richtung Altfeld: S-förmiger Wanderweg, Pergola, Kletterelement
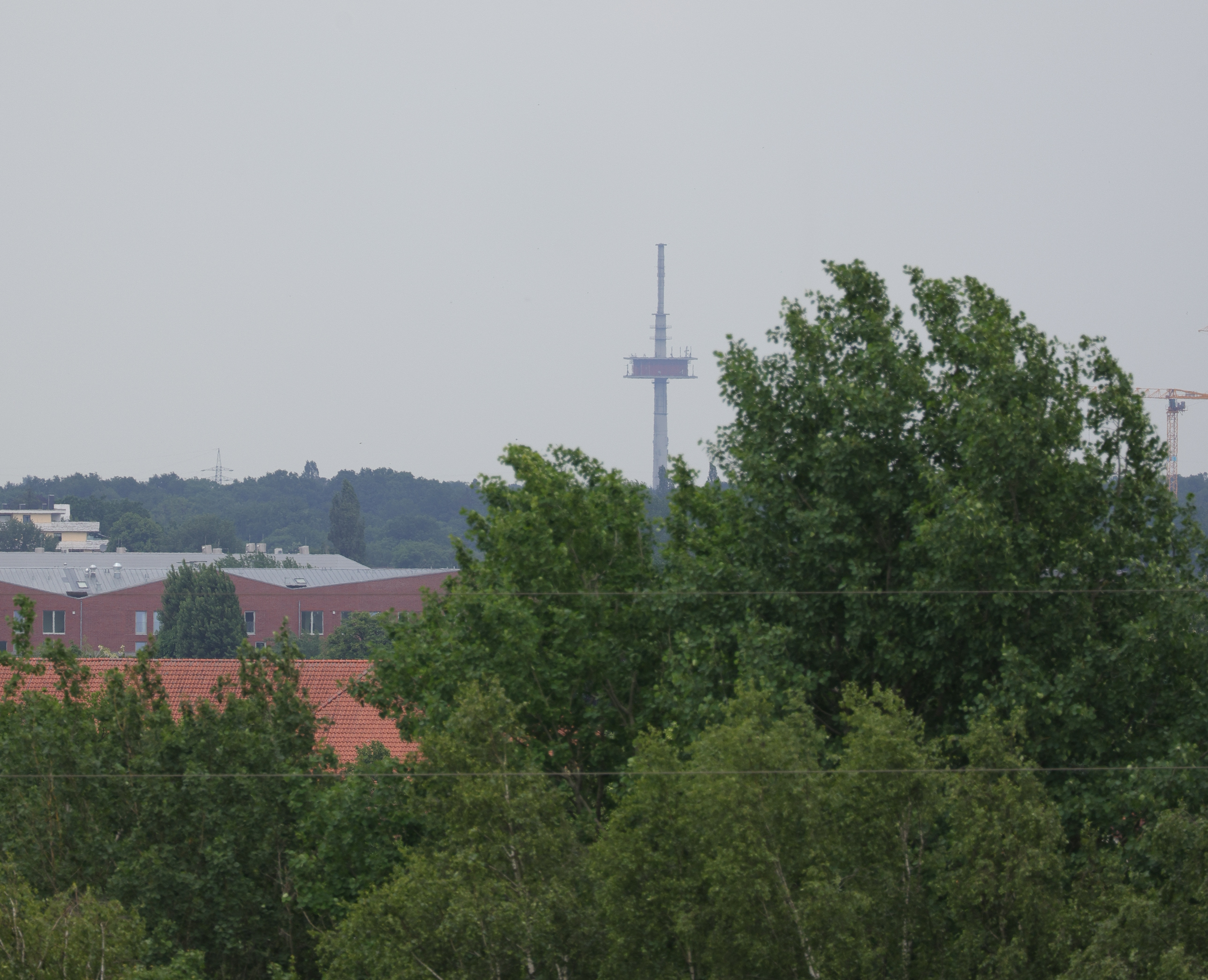
Blick Richtung Norden zum ca. 9,4 km entfernten Fernmeldeturm Wahnbek

## Entwicklung und Nutzung als Stadtteilpark

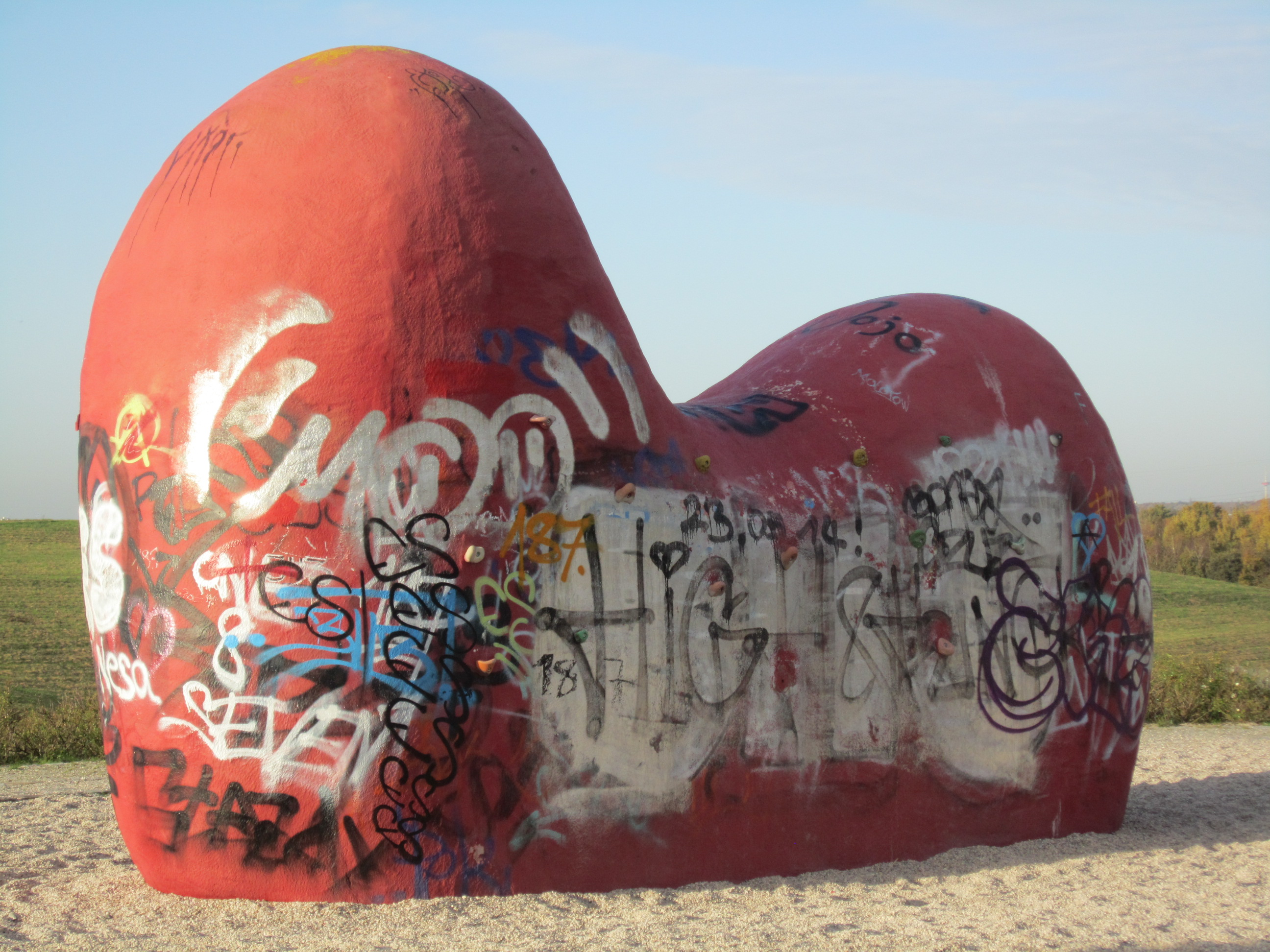
Kletterelement auf dem Altfeld

Nach dem Ende der Nutzung des Geländes als Deponie wurde die Anlage gesichert und die für die Nachsorge nötigen Anlagen wie Gasbrunnen, Pumpstationen und Leckerkennung errichtet. Diese Anlagen wurden eingezäunt.
Das „Neufeld“ wurde renaturiert und zusammen mit dem „Altfeld“ zum Stadtteilpark umgestaltet. Dafür wurde das Gelände modelliert und Wege zwischen den drei Schüttkegeln angelegt. So verbindet ein s-förmiger Gratweg die Kuppen der drei Schüttkegel. Daneben wurden weitere, weniger steile Wege sowie ein umlaufender Weg angelegt. Das Gelände ist von mehreren Seiten zugänglich. Ein südlicher Eingang ist vorgesehen, aber noch nicht angelegt. 
Auf den Kuppen der Schüttkegel wurden Plätze angelegt. Der Platz auf der Kuppe des „Neufeldes“ ist als höchste Erhebung der eigentliche Ausblick („Utkiek“). Hier ist die Anlage einer Aussichtsmöglichkeit vorgesehen. Auf den beiden Kuppen des „Altfeldes“ sind die Plätze gestaltet worden. Auf ihnen sind berankte Pergolen mit Sitzmöglichkeiten sowie zwei große Spielelemente errichtet worden. Auf der mittleren Kuppel wurde ein Kletterelement in Form eines Herzen und auf der südlichen Kuppel eine Partnerschaukel errichtet.
Um den neuen Stadtteilpark legt sich der vorhandene, mit Bäumen bestandene Gürtel, der so in seiner Bedeutung für den Natur- und Landschaftsschutz sowie das Landschaftsbild gesichert wird. Auch dieser ist eingezäunt, weil er in Teilen noch nicht abschließend abgedeckt ist. Auf dem Deponiegelände selber dürfen keine Bäume angepflanzt werden, da deren Wurzeln die Abdichtungsfolie des Deponiekörpers zerstören würden.
Zwischen dem stehengebliebenen Müllbunker und dem Deponiekörper ist zu einem späteren Zeitpunkt die Anlage eines Sport- und Freizeitbereiches vorgesehen. Für den Müllbunker bestehen Überlegungen, ihn als Kletteranlage umzugestalten.
Südlich des Müllbunkers wurde Anfang 2012 ein aus fünf Stationen bestehender Fitnessparcours angelegt. Ein Hang des Südhügels kann im Winter als Rodelberg genutzt werden. Des Weiteren wird der Utkiek wegen seines anspruchsvollen Laufprofils für verschiedene Sportwettkämpfe genutzt.

## Naturschutz
Mit Unterstützung des NABU Deutschland wurden auf dem Osternburger Utkiek Beete mit für Schmetterlinge geeigneten Pflanzen angelegt. Ein Hauptaugenmerk wurde dabei auch auf die Ansiedlung des Schwalbenschwanzes gelegt.